# Vázsnok
Vázsnok község Baranya vármegyében, a Hegyháti járásban.

## Fekvése
A Hegyhát tájegységben fekszik, Baranya vármegye északi határa közelében, Sásd város északkeleti szomszédságában. Délnyugati határszélét egy rövid szakaszon érinti a 66-os főút is, de központja vonatkozásában zsáktelepülésnek tekinthető, közúton csak a 611-es főútból kiágazó, mintegy másfél kilométer hosszú 65 192-es számú mellékúton érhető el.

## Története
Vázsnok és környéke már a bronzkorban is lakott hely volt, az itt talált bronzkori temető leletei szerint, de kelta, római kori emlékek is napvilágra kerültek itt.
A falut 1332-ben említette először oklevél, nevét Wasnuk alakban írva, birtokosa ekkor a Dobai család volt. Vázsnok a 14. században már jelentős település lehetett, ekkor már állt Kisboldogasszonyról elnevezett temploma is, és a környék vallási központjának írták. A török időkben sem néptelenedett el, mindvégig lakott hely maradt.
1767-ben a dombóvári uradalomhoz tartozott. Ősi templomát 1793-ban lebontották és annak anyagát a sásdi templomba építették be.
Vázsnok már a középkorban híres volt szőlőtermeléséről és borászatáról. A helyi hagyományok szerint a délvidékről Buda felé tartó borszállítóknak itt volt egyik pihenőhelye, s az emlékezet szerint Mátyás király asztalára is gyakran jutott a vázsnoki borból. Erre a hagyományra emlékezve került a település címerébe a holló és a szőlőfürt.
A 20. század elején Vázsnok Baranya vármegye Hegyháti járásához tartozott. Az 1910-es népszámláláskor a településnek 282 római katolikus lakosa volt, melyből 280 magyar, 2 német volt.
2001-es népszámláláskor 153 lakosa volt, 2008 január 1-jén pedig 127 lakost számoltak itt össze.

## Közélete

### Polgármesterei
- 1990–1994: Renner Ferenc (független)[3]
- 1994–1998: Pataki Ferenc (független)[4]
- 1998–2002: Renner Ferenc (független)[5]
- 2002–2006: Renner Ferenc (független)[6]
- 2006–2010: Fazekas Tibor (független)[7]
- 2010–2010: Tóth Mária (független)[8]
- 2011–2013: Fazekas Tibor (független)[9]
- 2013–2014: Gombár József (független)[10]
- 2014–2019: Gombár József (független)[11]
- 2019–2024: Gombár József (független)[12]
- 2024– : Fazekas Attila (független)[1]

A településen 2011. január 16-án időközi polgármester-választást kellett tartani, mert az előző év őszén megválasztott polgármester röviddel azután le is mondott posztjáról. Még ugyanabban az önkormányzati ciklusban, 2013. június 2-án egy másik időközi választásra is sort kellett keríteni, ezúttal a hivatalban lévő faluvezető halála miatt.

## Népesség
A település népességének változása:
| Lakosok száma | 150  | 142  | 141  | 132  | 134  | 116  | 111  | 117  |
|               | 2013 | 2014 | 2015 | 2019 | 2021 | 2022 | 2023 | 2024 |

A 2011-es népszámlálás során a lakosok 96,2%-a magyarnak, 2,3% cigánynak, 0,8% románnak, 0,8% szerbnek mondta magát (3,8% nem nyilatkozott; a kettős identitások miatt a végösszeg nagyobb lehet 100%-nál). A vallási megoszlás a következő volt: római katolikus 52,7%, református 0,8%, evangélikus 0,8%, felekezeten kívüli 24,4% (21,4% nem nyilatkozott).
2022-ben a lakosság 82,8%-a vallotta magát magyarnak, 4,3% németnek, 3,4% cigánynak, 0,9% lengyelnek, 0,9% horvátnak, 4,3% egyéb, nem hazai nemzetiségűnek (15,5% nem nyilatkozott; a kettős identitások miatt a végösszeg nagyobb lehet 100%-nál). Vallásuk szerint 43,1% volt római katolikus, 2,6% református, 0,9% evangélikus, 0,9% egyéb katolikus, 13,8% felekezeten kívüli (38,8% nem válaszolt).

## Nevezetességei
- Szőlőhegy